# جوایز سرگرمی ام‌بی‌سی
جوایز سرگرمی ام‌بی‌سی (کره‌ای: MBC 방송연예대상؛ انگلیسی: MBC Entertainment Awards) یک مراسم اعطای جوایز است که سالانه برگزار می‌شود و توسط ام‌بی‌سی حمایت مالی می‌شود. این مراسم جوایز در پایان هر سال برگزار می‌شود و حدوداً ۱۴۰ دقیقه است و در دو بخش از ام‌بی‌سی پخش می‌شود.